# آرمن اوهانیان
آرمن اوهانیان (ارمنی: Արմեն Օհանյան)؛ زادنام سوفیا امانوئلی پیربوداغیان (ارمنی: Սոֆյա Էմանուելի Փիրբուդաղյան); ۱۸۸۷ – ۱۹۷۶) یک بازیگر، نویسنده، رقاص و مترجم اهل ارمنستان بود.

## زندگینامه
وی در ۱۸۸۷ میلادی در شماخی به دنیا آمد . وی در ۱۹۷۶ در سن ۸۹ سالگی در مکزیکوسیتی درگذشت.